# Trece Martires

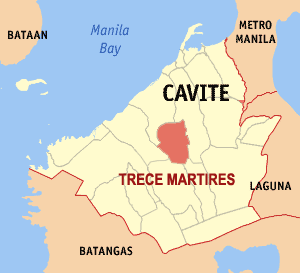
Trece Martires Citys läge i Cavite

Trece Martires City är en stad i Filippinerna som är administrativ huvudort för provinsen Cavite i regionen CALABARZON. Den har 41 653 invånare (folkräkning 1 maj 2000).
Staden är indelad i 13 smådistrikt, barangayer, varav 10 är klassificerade som landsbygdsdistrikt och 3 som tätortsdistrikt.